# Чирча
Киркья, устар. Чирча (фар. Kirkja, [ˈtʃʰɪɻtʃʰa], дат. Kirke) — одна из двух деревень на острове Фуглой, которые связаны между собой дорогой, построенной в 1980-х годах. Паромом соединяет Чирчу и Хаттервиг с Ваннасунном, расположенном на острове Вийой. На остров можно добраться с помощью вертолета либо из национального аэропорта в г. Торсхавн на острове Воар, либо из областного центра Клаксвуйк. Поселок расположен на южной оконечности острова и растянулся по всей западной части острова, в том числе небольшой анклав, который в настоящее время необитаем, Скардсвуйк.